# Eugen Lumezianu
Eugen Lumezianu (n. 22 aprilie 1937, Constanța, județul Constanța – d. 31 ianuarie 1990, Constanța) a fost un scriitor român.

## Biografie
A absolvit Liceul "Mircea cel Bătrân" din Constanța in anul 1954, după care a urmat cursurile Facultații de Filologie din cadrul Universitații
din București. Dupa absolvire, a predat limba și literatura româna la Școala Medie din Adamclisi și
la Liceul Agricol din Poarta Alba. A fost redactor al revistei "Tomis" din 1966 până in 1971 când iși dă demisia. După 1971 este profesor de limba si literatura romană la Liceul Energetic Liceul Militar de Marina ,,Alexandru Ioan Cuza", Liceul Nr. 3 (Liceul Ovidius) si
la Liceul "Mihail Eminescu" din Constanța.
În anul 1961 debutează cu schița „Urluia”, în revista „Luceafarul”. A publicat in revistele
"Ateneu", "Iașul Literar", "Tomis", "România Literară", "Steaua", etc.

## Nuvele
- "Mersul ciudat al lucrurilor" (1968)
- "Ultima zi optimistă" (1971)
- "Memoriu către ministru" (1990)

## Romane
- "Fluxul apei dulci" (1985)

## Piese de teatru
- "Tatăl nostru uneori" (1976)
- "Capcana de nichel" (1979)
- "Petreceri duminicale" (1980)
- "Musafiri pe viață" (1985)

## Memorii
- "Compuneri libere pe ilustrate" (1986)